# Martina D'Antiochia
Martina D'Antiochia (Malaga, 24 febbraio 2005) è una scrittrice, cantante e attrice spagnola.

## Biografia
Martina D'Antiochia è salita alla ribalta come autrice all'età di 12 anni, trovando successo con la collana La diversión de Martina: i primi quattro libri, usciti tra il 2017 e il 2018, hanno venduto più di 200 000 copie in Spagna. I libri sono accompagnati dall'omonimo canale YouTube con 4 milioni d'iscritti.
Nel 2019 l'autrice ha debuttato nel mondo del cinema, partecipando alla pellicola di Santiago Segura Padre no hay más que uno nel ruolo di Sara, e della musica, con la pubblicazione dell'EP Emociones su Barba Records e Sony Music, che è entrato al primo posto nella classifica settimanale degli album più venduti in Spagna.

## Discografia

### EP
- 2019 – Emociones

### Singoli
- 2019 – Like
- 2020 – No hay yo sin ti

## Filmografia
- Padre no hay más que uno, regia di Santiago Segura (2019)
- Padre no hay más que uno 2, regia di Santiago Segura (2020)

## Opere
- Un desastre de cumpleaños, Montena, 2017
- ¡Aventuras en Londres!, Montena, 2018
- La puerta mágica, Montena, 2018
- Fin de curso en el paraíso, Montena, 2018
- Misterio en el internado, Montena, 2019
- Magia en el bosque, Montena, 2019
- Quin desastre d'aniversari!, Montena, 2019
- Un instante inolvidable, Montena, 2019